# 工事測量
工事測量（こうじそくりょう、英語: Construction surveying、building surveying)は、通称は各作業から
杭打 (くいだ、英: staking、stake-out)

レイアウト (英: lay-out)

設置 (せっち、英: setting-out。
道路や建物などの構造物構築など新規の建設を導く基準点とマーカーを杭打ちするための測量。これらのマーカーは通常、プロジェクトにおいて選択された適切な座標系に従って杭打ちがなされる。
着工前測量（ちゃっこうまえそくりょう、英: Pre-construction survey）とも呼ばれる。
道路、鉄道等の通路のほか、運河、用排水路などや河川工事測量、架空送電線といった線状構造物建設に新築・改築などにあたって、その位置（法線）を決定するために必要な調査測量は、路線測量(英: route survey)と呼ばれ、細分すると中心線（法線）測量、仮BM設置測量と、線形決定とIP設置、縦断測量、横断測量、用地杭設置測量などの作業項目がある。
海上路線を確保する測量は水路測量（英: Hydrographic_survey）と呼ばれる。

## 墨出し
建築の工事測量で、壁・柱・床などの中心線の位置、仕上げ面の位置またはそれらの逃げ墨を墨糸などを使ってしるすのが、墨出し（すみだし）と呼ばれる作業である（建設現場で働くための基礎知識（第一版） 建設産業担い手確保・育成コンソーシアム事務局：（一財）建設業振興基金）。
設計図に描かれている、 あるかたちの施設や構造物を現場につくるためには、まず基準となるものから、敷地にその位置を割り出して杭を打つ。中規模な工事でも、基準となる点から要所までの距離や方向は、図面の中に記入されているのが普通である。このとき、図面全部が敷地内に収まるかどうかを調べ、収まる見通しがつけば、これらをもとにして、図面上のかたちを現地に写していく。このとき、境界、特に境界杭を確認しておくことが大切でまた排水を流入させるマンホールを確認しておくことも必要となる。
短期間使用する杭には、重木という4cm×3.5cm角の木材を適当に短く切って使用している。しかし、特に重要な杭には、コンクリート製のものを使い、杭の周囲をコンクリートに固めるなどして、工事中に移動しないようにしておく。
設計図のものを敷地内にあてはめるためには、まず平面的な位置を注めて、次に高低を決定しなければならないが、水平位置の割り出し (縄張り)は、工事が小規模な場合には図面に示された距離をもとにして、現場にある建物や塀などから要所までの距離を求めて、基準点に杭を打ち、それをもとに地面に盛土·切土の位置や広さ流れや池などのかたちを描く。この作業を「縄張り」と呼んでいる。実際にワラ縄や石灰などで地面にかたちを描いてみて、そのかたちが良いか悪いかを再点検し、必要ならば修正を行う。 図面の寸法通りに縄張りしても、実際に室内などから見た場合、例えば流れのかたちが悪かったり、園路などが動線がスムーズでなかったりということも少なくない。このようなときには、縄張りを変更して、好ましいかたちになるように修正しなければならない。ただし、公共的な特に大規模な工事などでは通常、自由に変更することは許されない。
設計時に設計者が思い描く姿と、その設計図に基づいて現場に移した姿は、なかなか一致し難いものもある。
したがって、現場で再考したり、その設計図を多少修正を促すこともある。
規模の大きい工事において、図面上の基準点を地上に写す場合には、すでに知られている地上の基準点や建築物からの距離を基にして、地上に杭を打って示す。この杭は、その後の工事の基準になる地点であるから、工事中にその位置が移動しないよう、コンクリートで固めたり
を設けるなどして保護することもある。また、工事中の盛土などによって、杭が隠れてしまうことがあらかじめ分かっている場合には、引照杭を設けておく。
引照杭は、逃げ杭ともいい、 特に重要な位置を示す杭や、施工中に埋まったり、掘り取られたりする恐れのある杭について、 後でその位置を確認できるように、少し離れた位置に別な杭を打ち、基の杭の位置が分かるようにするものである。
引照杭は、2本の直線の交点として表わす方法と、 三角形の頂点として表わす方法とがある。

## 丁張り（遣り方）
「遣方(遭型、 遣形)」あるいは「丁張」とは、構造物の構築、建物を建てるために正確な位置出し作業で、施工する基準となる仮設工作物を設置するための測量作業である。
ある構築物を地上につくろうとするときには、その柱の中心線や壁の中心線などを求めなければならない。構築物の基準となるのに合わせてやりかた線の位置を示すために、基本的な遣方は、水杭と水貫からできている。遣方は、まず構造物の位置に縄張りを行い、通常、それをつくるのにじゃまにならない所で、かつできるだけ近い位置に設けるようにする。
水杭を打ち込んだ後は、 まずその水杭に基準になる水平面を示す印を墨でつけ、これを目印に、水貫を水平に打ちつける。次いで、その水貫上に水平位置(平面的な位置)を示す印をつけ、そこから水糸を張る。
水貫は、 作業のじゃまにならないよう、 例えば、計画地盤から30cm上、あるいは基礎の上面から20cm上になるように設ける。そして、 水杭の上部は、切り込む(イスカ切り)か、V字形 (矢筈)に切り込んで、この杭が高さを示す重要な基準であることを明示する。
これは、もし、誤って打ち込まれるなどした場合に、 その先端の傷み具合で、変化が起こったことがすぐに分かるようにするために行われるものである。また、平面的に地盤の高低を示す場合は、トンボといわれる簡単な造
方を要所に立てて、 地盤の高さの目安にする。
塀の基礎をつくる場合の床掘りの場合、他の基準となる地点から測って、塀の両端に当たるところに杭を打つが、この2本の杭を結んだ線が塀の中心線になる。
前記の2本の杭の外側に、基礎よりも少し広い間隔で4本の杭を打ち、そのうちの1本の適当な高さのところに基準となる印をつける。なお、塀が長い場合には、 5~10cmくらいの間隔で、 中心線の両側に各1本ずつの杭を打つようにする。印をつけた基準の高さを、 水糸と水平器、 あるいは水盛りホースを用いて、他の3本の杭に移す。
抗の印に合わせて、水貫を打ちつける。塀の中心線となる打ちつけた2本の杭の真上と思われる位置に、水糸を水貫に仮止めし、塀の中心線になる杭の間に張った地縄と水糸を、下げ振りを通して見通す。そして、 水糸が杭の真上になるように、その位置を調節して、水貫上に釘を打って位置を明確にする。
この釘と釘を水糸で結んで、塀の中心線を表示する。そして中心線から左右に床掘りの幅をとって水糸を張れば、床掘り幅を表示できる。
水糸方向の寸法を示すには、水貫を、コの字形に設置し、中心線を示す水糸と十字になるように水糸を張る。
このほか、石積みやレンガ、ブロック塀の施工の際に、 縦方向の目安につくる遣方を縦遣方という。

## 工事測量の歴史
- ギザの大ピラミッドのほぼ完璧な直角度と南北方向の割り出しについて、紀元前2700年頃、エジプト人の測量を確認
- ストーンヘンジ（紀元前2500年頃）の最近の再評価では、ペグとロープを利用したのジオメトリを使用して先史時代の測量士によって碑が設置されたことがわかっている [2]
- 紀元前6世紀には、サモス島でユーパリノスのトンネルを建設するために幾何学に基づいた技術が利用された
- 最新の技術により、測量の精度と効率が向上。たとえば、以前は測量士は2本のポストを測鎖線でつないで距離を測定していた。この技術は、高度ではなく距離のみを考慮できるが、現在の技術では、A地点からB地点までの距離と標高差までをも測定できる全地球測位システム（GPS）も利用されている

## 工事測量調査の要素
- 地形、既存の建物とインフラストラクチャ、地下インフラストラクチャなど、将来の作業現場の既存の状況を可能な限り踏査（たとえば、マンホールの上下の高さや下水道の直径を測定する）
- 杭打ちコーナー、作業の杭打ち制限、建設用トレーラーの杭打ち場所確認（すべての掘削と建設が不要）
- 新しい構造構築をガイドする基準点とマーカーを杭打ち
- 建設する構造物の場所位置確認
- 複数のフロアにおける水平制御を提供
- As-Built調査の実施：建設プロジェクト終了時に実施され、計画に設定された仕様に従って作業が完了したことを確認する測量

## 使用される座標系
敷地と既存の状況測量は、一般に測地座標に従って実行される。ただし、構築のために、より適切な座標系を選んで使用される。工事測量中、測量士はしばしば測地座標からそのプロジェクトに使用される座標系に変換する必要がある。

### 測鎖線またはステーション
道路その他の線形インフラストラクチャーの場合には、測鎖線（ギュンターのチェーン に由来 - 1つのチェーン66フィートまたは100のリンクに等しい）は多くの場合、道路やパイプラインなどの線状工作物では中心線に対応するように確定され、建設中に構造は測鎖線を基にオフセットおよび標高の観点から構造物が配置されるが、測鎖の方向にそって見て測鎖ライン上に立っている人に対し「左」または「右」と、オフセットの増減がなされるようになる。プランには多くの場合、 平面ビュー（上から見た図）、縦断ビュー（測鎖線に平行に、道路のすべての断面図を折りたたむ「透明な」断面図）、または横断面ビュー（測鎖線に垂直な「真の」断面図）が表示されていくが、平面図ビューでは測鎖線は通常左から右へ、または計画の下から上へと方向付けされ、プロファイルは左から右へと方向付けられた測鎖線で示され、「左」および「右」へとオフセットしていくように、観測者が増加した測鎖線（の方向に見ているかのように）沿って断面が示されていく。

### グリッド構築
建物の場合は通り心など、列の列と建物の主要な耐力壁に対応するように、グリッドの任意のシステムがしばしば用いられる。グリッドは、一方向にアルファベット順で表し、他方向には数字で識別することができる（ロードマップのように）。グリッドといえば通常直角交差であるが、建物の場合は必ずしも直角交差ではなく、多くの場合、必ずしも等間隔でもない。フロアと地下レベルにも番号が付けられていく。構造、設備、または建築の詳細を基に、床と任意の軸の最も近い交差部を基準にして配置が可能となっていく。

### その他の座標系
他のタイプの建設プロジェクトでは、真の座標に対応する場合と対応しない場合とがあり、デカルト座標を使用して、任意の「計画北」基準線確立が可能。この手法は、ローカライズされたグリッドと呼ばれるが、この方法ではプラン構築グリッドを独自の縦座標として利用。南西のクロスグリッドに開始点が設定されるが IE [N1000.000、E3000.000]グリッドならば、北と東に向かって同時に追加され、各ラインを独自の縦座標にしていく。